# Mahonda
Mahonda este un oraș din Tanzania.